# Cyrilliotermes
Cyrilliotermes es un género de termitas  perteneciente a la familia Termitidae que tiene las siguientes especies:

## Especies
1. Cyrilliotermes angulariceps
2. Cyrilliotermes brevidens
3. Cyrilliotermes crassinasus
4. Cyrilliotermes strictinasus